# 卡氏硬頭魚
卡氏硬頭魚(学名：Craterocephalus capreoli），為輻鰭魚綱銀漢魚目銀漢魚科的其中一種，分布於澳洲西澳大利亞Abrolhos群島至北領地海域，體長可達8.5公分，為亞熱帶魚類，主要棲息在沿岸淺水域，生活習性不明。